# 玛尼和她的朋友们
《玛尼和她的朋友们》是一部泰国1到6年级小学的泰语课本，共12冊。1978年至1994年由泰国作家拉差尼·西派万所作，迪炎·差春蓬负责插图。该书的主角为玛尼、玛纳、比迪和楚哉。
该作品自三年级册开始，内容偏向于神话及历史故事，逐渐少以玛尼作为故事主角。2014年4月29日，《玛尼和她的朋友们》发行了重制版，只是重绘插图，内容与老版相同。

## 登场角色
玛尼
爱国族（รักเผ่าไทย）
故事主角，玛纳的妹妹，养有一只鹦鹉。头上有蓝色蝴蝶结扎双马尾，身穿粉红色背心和蓝色纱笼，脚上穿着人字拖。
玛纳
爱国族（รักเผ่าไทย）
玛尼的哥哥，养有一只名叫“召多”（เจ้าโต）的狗。他努力专心学习，有很好的学习成果，是小学学生。身穿绿白横条纹短袖上衣和棕色短裤，脚穿人字拖。
比迪
地方保护者（พิทักษ์ถิ่น）
玛尼的好朋友，身穿粉红色长袖上衣和棕色短裤，脚穿人字拖。养有一匹名叫“召革”（เจ้าแก่）的马。
楚哉
优秀者（เลิศล้ำ）
玛尼的好朋友，留着一头短发，身穿绿色背心和蓝色纱笼，脚穿人字拖。养有一只名叫“西陶”（สีเทา）的暹罗猫。
威拉
幸福的希望（ประสงค์สุข）
玛尼的好朋友，身穿黄色短袖上衣和棕色短裤，脚穿人字拖。有一只名叫“召触”（เจ้าจ๋อ）的长尾猕猴。